# 2015年の経済
2015年の経済（2015ねんのけいざい）では、2015年の経済分野に関する出来事について記述する。

## できごと

### 1月
- 1日 -  リトアニアでユーロ導入。リタスは終了[1]。
- 2日
  - ブレント原油先物が2009年以来の安値、55.48ドルになった[2]。
  -  ドイツの長期金利が過去最低の0.492％となった[3]。
  -  スペインの長期金利が過去最低の1.49％となった[3]。
  - ユーロ/ドルが2010年6月以来のユーロ安、1.2001ドルになった[4]。
  - ドル/スイスフランが2010年12月以来のドル高、1.0019スイスフランになった[4]
- 4日 -  ドイツのメルケル首相は ギリシャのユーロ圏離脱に対応する用意がある、と発言した、とドイツ週刊誌デア・シュピーゲルが報じた[5]。
- 5日 - 豪ドル/米ドルが5年半ぶりの豪ドル安、0.8053米ドルになった[6]。
- 6日
  - ユーロ圏の以下の国の長期金利が過去最低水準となった[7][8]。
    -  ドイツは0.441％となった。
    -  フィンランドは0.574％となった。
    -  オランダは0.608％となった。
    -  オーストリアは0.638％となった。
    -  ベルギーは0.748％となった。
    -  フランスは0.77％となった。
- 7日
  -  ルーマニアの中央銀行は政策金利を0.25%引き下げ2.5%とした[9]。
  -  日本の長期金利が過去最低の0.265％となった[10]。
  -  ギリシャの長期金利が1年3ヶ月ぶりの高金利、10.61％となった[10]。
  - ブレント原油先物が2009年5月以来の安値、49.66ドルになった[11]。
- 8日 - ユーロ/ドルが9年ぶりのユーロ安、1.17540ドルになった[12]。
- 13日 - 東京商工リサーチが発表した2014年の全国企業倒産状況によると、倒産件数は9731件となり、負債総額は1兆8740億円となった[13]。倒産件数が1万件、負債総額が2兆円をそれぞれ割り込んだのは、1990年以来24年ぶりとなった[13]。
- 15日
  - スイス国立銀行がスイスフランへの無制限介入(上限1.2CHY/EUR)の終了を発表。一時0.85CHY/EURまで急騰した[14]。
  -  インドネシアの中央銀行は政策金利(レポレート)を0.25%引き下げ7.75%とした[15]。
  - 日本・オーストラリア経済連携協定が発効した[16]。
- 16日
  -  スイスの長期金利が過去最低の-0.053%となった[17]。
  -  日本の長期金利が過去最低の0.225%となった[18]。
  -  ドイツの長期金利が過去最低の0.380%となった[17]。
  -  アメリカ合衆国の長期金利が2013年5月以来の低水準、1.70%となった[19]。
  - ユーロ/ドルが11年ぶりのユーロ安、1.14595ドルになった[20]。
- 19日 -  デンマークの中央銀行は政策金利(譲渡性預金金利)を0.15%引き下げ-0.2%とした[21]。
- 20日
  -  トルコの中央銀行は政策金利(1週間物レポ金利)を0.5%引き下げ7.75%とした[22]。
  -  日本の長期金利が過去最低の0.195%となった[23]。
- 21日
  -  ブラジルの中央銀行は政策金利を0.5%引き上げ12.25%とした[24]。
  -  カナダの中央銀行は政策金利を0.25%引き下げ0.75%とした[25]。
- 22日 - 欧州中央銀行は量的金融緩和政策実施(1兆ユーロ以上の見通し)を決定した[26]。
- 23日
  -  ドイツの長期金利が過去最低の0.305%となった[27]。
  -  スペインの長期金利が過去最低の1.249%となった[28]。
  -  イタリアの長期金利が過去最低の1.413%となった[28]。
  - ユーロ/ドルが11年ぶりのユーロ安、1.1115ドルになった[29]。
- 26日 - ユーロ/ドルが11年4ヶ月ぶりのユーロ安、1.1098ドルになった[30]。
- 28日 - スカイマークが民事再生法適用を申請、運行は継続[31]。
- 29日 -  デンマークの中央銀行は政策金利(譲渡性預金金利)を0.15%引き下げ-0.5%とした[32]。
- 30日
  - 総務省が発表した2014年12月の完全失業率（季節調整値）は3.4%となり、1997年8月（3.4%）以来17年4カ月ぶりの低い水準となった[33]。また、2014年の平均完全失業率は3.6%となり、1997年（3.4%）以来17年ぶりの低い水準となった[33]。
  - 厚生労働省が発表した2014年の平均有効求人倍率は1.09倍と1991年（1.4）以来23年ぶりの高水準となり、1.0倍を上回ったのは2007年（1.04）以来7年ぶりとなった[34]。
  -  ロシアの中央銀行は政策金利(1週間物入札レポ金利)を2%引き下げ15%とした[35]。
  -  ドイツの長期金利が過去最低の0.298%となった[36]。
  - 豪ドル/米ドルが2009年半ば以来の豪ドル安、0.7720米ドルになった[37]。
  - 米ドル/カナダドルが6年ぶりの米ドル高、1.2797カナダドルになった[38]。
  -  アメリカ合衆国の長期金利が2013年5月以来の低水準、1.636%となった[39]。

### 2月
- 3日
  -  ドイツの長期金利が0.25%となった[40]。
  - 豪ドル/米ドルが2009年以来の豪ドル安、0.7650米ドルになった[41]。
  - NZドル/米ドルが4年ぶりのNZドル安、0.7194米ドルになった[41]。
  - 日銀は1月末の資金供給量が過去最高の278兆円となったと発表した[42]。
- 4日
  - 欧州中央銀行、ユーロ圏内の金融機関にお金を貸し出す際に、格付けの低いギリシャ国債を担保として受け入れていた特例を撤廃[43]。
  -  日本の厚生労働省は2014年の実質賃金が前年比2.5%減と発表した。2009年以来のマイナス幅となった[44]。
- 12日
  -  スウェーデンの中央銀行は政策金利を0.1%引き下げマイナス0.1%とし、100億スウェーデンクローナ(11.7億ドル)規模の量的緩和を発表した[45]。
  - 欧州株(ストックス欧州600指数)が7年ぶりの高値となった[46]。
- 16日
  - 文部科学省の調査によると、2015年春卒業予定の高校生の就職内定率は2014年12月末時点で88.8%と、1980年後半以来の高水準となった[47]。
  - 日本韓国の両政府は通貨スワップ(100億ドル規模)が23日に終了すると発表した[48][49]。
  -  日本の内閣府は2014年の物価変動(GDPデフレーター)が前年比プラス1.6%と発表した。1997年以来のプラスとなった[50]。
- 17日
  -  インドネシアの中央銀行は政策金利(レファレンス金利)を0.25%引き下げ7.5%とした[51]。
  -  日本の総務省は2014年の消費支出が前年比実質3.2%減と発表した。2006年以来のマイナス幅となった[52]。
- 20日
  - ダウ工業株30種平均が過去最高の1万8140.44ドルとなった[53]。
  - 日経平均株価が14年9ヶ月ぶりの高値、終値1万8332円30銭になった[54]。
  - 欧州連合は ギリシャ向け金融支援の期限(2月末)を4ヶ月延長した[55]。
- 24日 -  トルコの中央銀行は政策金利を引き下げた。1週間物レポ金利を0.25%引き下げ7.5%、翌日物貸出金利を0.5%引き下げ10.75％、翌日物借入金利は0.25%引き下げ7.25％とした。[56]。
- 25日 - ダウ工業株30種平均が過去最高の1万8224.57ドルとなった[57]。
- 26日
  - 欧州株(ストックス欧州600指数)が2007年以来の高値、390.69となった[58]。
  -  ドイツの長期金利が過去最低の0.283%となった[58]。
  -  スペインの長期金利が過去最低の1.248%となった[58]。
  -  イタリアの長期金利が過去最低の1.329%となった[58]。
  -  ポルトガルの長期金利が過去最低の1.866%となった[58]。
- 27日
  - 日経平均株価が14年10ヶ月ぶりの高値、終値1万8799円26銭になった[59]。
  -  日本の総務省は1月の消費支出が前年比実質5.1%減と発表した[60]。
- 28日 -  中国の中央銀行は政策金利(1年物預金基準金利)を0.25%引き下げ2.5%とした[61]。

### 3月
- 2日 - ダウ工業株30種平均が過去最高の1万8288.63ドルとなった[62]。
- 3日
  -  ウクライナの中央銀行は政策金利(リファイナンス金利)を10.5%引き上げ30%とした[63]。
  - 日銀は2月末の資金供給量が過去最高の278兆8658億円となったと発表した[64]。
- 4日 -  ブラジルの中央銀行は政策金利を0.5%引き上げ12.75%とした[65]。
- 6日
  - 以下の国で長期金利が過去最低となった[66][67][68]。
    -  アイルランドで0.84%となった。
    -  スペインで1.19%となった。
    -  イタリアで1.28%となった。
    -  ポルトガルで1.663%となった。

  - ユーロ/ドルが2003年9月以来のユーロ安、1.0839ドルになった[69]。
- 10日 - 円/ドルが2007年7月以来のドル高、122円03銭になった[70]。
- 11日
  -  タイの中央銀行は政策金利(1日物レポ金利)を0.25%引き下げ1.75%とした[71]。
  - 豪ドル/米ドルが6年ぶりの米ドル高、0.7603米ドルになった[72]。
  -  フランスで長期金利が過去最低の0.459%となった[73]。
- 12日
  -  ドイツで長期金利が過去最低の0.186%となった[74]。
  -  イタリアで長期金利が過去最低の1.031%となった[74]。
  -  韓国の中央銀行は政策金利を0.25%引き下げ1.75%とした[75]。
- 13日
  -  ロシアの中央銀行は政策金利を1%引き下げ14%とした[76]。
  - ユーロ/ドルが12年ぶりのユーロ安、1.0463ドルになった[77]。
  - ポンド/ドルが20ヶ月ぶりのポンド安、1.4852ドルになった[78]。
  - 日経平均株価が14年11ヶ月ぶりの高値、終値1万9254円25銭になった[79]。
- 18日 - ポンド/ドルが2010年6月以来のポンド安、1.4636ドルになった[80]。
- 19日 -  ドイツで長期金利が過去最低の0.18%となった[81]。
- 20日 - 日経平均株価が14年11ヶ月ぶりの高値、終値1万9560円22銭になった[82]。
- 18日 -  中国の中央銀行と スリナムの中央銀行は10億元規模の二国間通貨スワップ協定を締結したと発表した[83]。
- 24日 -  ハンガリーの中央銀行は政策金利(2週間物預金金利)を0.15%引き下げ1.95%とした[84]。
- 25日 -  中国の中央銀行と アルメニアの中央銀行は10億元規模で3年間の二国間通貨スワップ協定を締結したと発表した[85]。
- 26日 -  ドイツの連邦統計局は2014年の実質賃金が前年比1.7%増と発表した。2008年以来の伸びとなった[86]。
- 27日 -  日本の総務省は2月の実質消費支出が前年比2.9%減と発表した[87]。

### 4月
- 1日 -  ドイツで長期金利が過去最低の0.152%となった[88]。
- 2日 - 日銀は3月末の資金供給量が過去最高の295兆8558億円となったと発表した[89]。
- 3日 -  日本の厚生労働省は2月の実質賃金が前年比2.0%減と発表した。22ヶ月連続のマイナス[90]。
- 8日 -  中国と ウクライナが協定している通貨スワップが発動したことが明らかになった[91]。
- 9日
  - 日経平均株価が15年ぶりの高値、終値1万9937円72銭になった[92]。
  -  ドイツで長期金利が過去最低の0.139%となった[93]。
  -  フランスで長期金利が過去最低の0.419%となった[93]。
- 9日 - ポンド/ドルが2010年6月以来のポンド安、1.4624ドルになった[94]。
- 15日
  - 米財務省は2月時点の米国債保有残高1位が 日本の1兆2244億ドル、2位が 中国の1兆2237億ドルと発表した。日本の首位は7年ぶり[95]。
  - ドル/トルコリラが過去最高のドル高、2.7047トルコリラになった[96]。
  -  中国財政省はアジアインフラ投資銀行の創設メンバー国(57カ国)を発表した[97]。
- 17日 -  ドイツで長期金利が過去最低の0.049%となった[98]。
- 23日 - 日経平均株価が15年ぶりの高値、終値2万187円65銭になった[99]。
- 29日
  -  ブラジルの中央銀行は政策金利を0.5%引き上げ13.25%とした[100]。
  -  タイの中央銀行は政策金利を0.25%引き下げ1.5%とした[101]。
- 30日 -  ロシアの中央銀行は政策金利を1.5%引き下げ12.5%とした[102]。

### 5月
- 1日
  -  日本の総務省は3月の実質消費支出が前年比10.6%減と発表した。2001年以降で最大の落ち込み[103]。
  -  日本の厚生労働省は3月の実質賃金が前年比2.6%減と発表した。23ヶ月連続のマイナス[104]。
- 3日 - ASEAN+3財務相・中央銀行総裁会議で、基軸通貨依存を減らし通貨スワップで貿易決済できる制度を含む共同宣言が発表された[105]。
- 5日 -  オーストラリアの中央銀行は政策金利を0.25%引き下げ過去最低の2%とした[106]。
- 7日 - 日銀は4月末の資金供給量が過去最高の305兆8771億円となったと発表した[107]。
- 10日 -  中国の中央銀行は政策金利を0.25%引き下げ、1年物貸出金利を5.1%とし、1年物預金金利を2.25%とした[108]。
- 15日 - 米財務省は3月時点の米国債保有残高1位が 中国の1兆2600億ドル、2位が 日本の1兆2300億ドルと発表した。中国の首位は1ヶ月ぶり[109]。
- 22日
  - 日経平均株価が15年1ヶ月ぶりの高値、終値2万264円41銭になった[110]。
  - アジアインフラ投資銀行の創設メンバー国は 中国が重要な投資案件の拒否権を持つことで合意した[111]。
- 25日 -  中国と チリの中央銀行は最大2兆2000億ペソ規模の通貨スワップ協定締結を発表した[112]。
- 26日 - Amazon.comが5月1日から イギリス、 ドイツ、 イタリア、 スペインで租税回避問題となっていた税慣行の変更を実施したことが明らかになった。イギリスでは、今年4月から移転利益課税が施行されていた[113]。
- 28日 - 円/ドルが12年半ぶりのドル高、124円30銭になった[114]。
- 29日
  - NZドル/米ドルが4年3ヶ月ぶりのNZドル安、0.7118米ドルになった[115]。
  - 日経平均株価が15年1ヶ月ぶりの高値、終値2万563円15銭になった[116]。
  -  日本の総務省は3月の実質消費支出が前年比1.3%減と発表した。13ヶ月連続の減少[117]。
  - 欧州中央銀行によると ギリシャの銀行預金残高が4月は1394億ユーロで、10年以上ぶりの低水準となった[118]。

### 6月
- 2日
  - 日銀は5月末の資金供給量が過去最高の307兆3844億円となったと発表した[119]。
  -  日本の厚生労働省は4月の実質賃金(速報)が前年比0.1%増と発表した。2年ぶりのプラス[120]。
- 3日 -  ブラジルの中央銀行は政策金利を0.5%引き上げ13.75%とした[121]。
- 4日
  -  ギリシャは5日期限の国際通貨基金への返済を30日に一括返済へ変更するように要請した[122]。
  -  日本の内閣府は2015年1-3月期の需給ギャップが-1.9%と発表した。前期は-2.3%[123]。
  - 円/ドルが13年ぶりのドル高、125円86銭になった[124]。
- 11日
  -  ニュージーランドの中央銀行は政策金利を0.25%引き下げ、3.25%とした[125]。
  -  韓国の中央銀行は政策金利を0.25%引き下げ、1.5%とした[126]。
- 15日 -  ロシアの中央銀行は政策金利を1%引き下げ、11.5%とした[127]。
- 18日 -  ノルウェーの中央銀行は政策金利を0.25%引き下げ、過去最低の1%とした[128]。
- 19日 -  日本の厚生労働省は4月の実質賃金(確報)が前年比0.1%減と発表した。2年連続マイナス[129]。
- 23日 - NZドル/米ドルが5年ぶりのNZドル安、0.6845米ドルになった[130]。
- 24日 - 日経平均株価が18年半ぶりの高値、終値2万833円21銭になった[131]。
- 26日 -  日本の総務省は5月の消費支出が前年比実質4.8%増と発表した。増加は14ヶ月ぶり[132]。
- 27日 -  中国の中央銀行は政策金利(貸出基準金利)を0.25%引き下げ、過去最低の4.85%とした[133]。
- 29日
  - ポンド/ユーロが7年半ぶりのポンド高、0.69885ユーロになった[134]。
  -  ギリシャ金融市場で取引停止が始まった[135]。
- 30日
  -  ギリシャは国際通貨基金に対する16億ユーロの融資を返済できず、「延滞国」になった[136]。
  -  ギリシャの長期金利が上昇して2年半ぶりの高水準15%台になった[137]。
  -  日本の厚生労働省は5月の実質賃金(速報)が前年比0.1%減と発表した。25ヶ月連続のマイナス[138]。

### 7月
- 2日
  -  スウェーデンの中央銀行は政策金利を0.1%引き下げ、マイナス0.35%とした[139]。
  - NZドル/米ドルが5年ぶりのNZドル安、0.6694米ドルになった[140]。
  - 日銀は6月末の資金供給量が過去最高の325兆円となったと発表した[141]。
- 3日 -  プエルトリコの知事は6月29日に負債を返済できないと宣言していたが、負債を支払った[142]。
- 4日 -  中国の証券会社21社は上海株相場を下支えするため1200億元以上を投じると発表した[143]。
- 7日
  - 豪ドル/米ドルが6年ぶりの豪ドル安、0.6694米ドルになった[140]。
  - NZドル/米ドルが5年ぶりのNZドル安、0.6620米ドルになった[144]。
- 8日
  -  中国証券監督管理委員会は持ち株5%以上の株主に対して半年間、株式売却を禁止すると発表した[145]。
  - 上海と深圳の証券取引所で売買停止銘柄が1400を超えた[146]。
- 15日 -  カナダの中央銀行は政策金利を0.25%引き下げ、0.5%とした[147]。
- 16日 - 日銀の金融経済月報によると、1-3月期の需給ギャップが+1.4%で1年ぶりのプラスとなった[148]。
- 17日
  - ユーロ/ポンドが2007年11月以来のユーロ安、0.6964ポンドになった[149]。
  -  日本の厚生労働省は5月の実質賃金(確報)が前年比横ばいと発表した。25ヶ月ぶりにマイナスを脱した[150]。
  - NZドル/米ドルが6年ぶりのNZドル安、0.6498米ドルになった[151]。
- 22日 - 金現物が5年ぶりの安値、1087.04ドルになった[152]。
- 23日
  -  南アフリカ共和国の中央銀行は政策金利を0.25%引き上げ6%とした[153]。
  -  ニュージーランドの中央銀行は政策金利を0.25%引き上げ3%とした[154]。
- 24日
  - 豪ドル/米ドルが6年ぶりの豪ドル安、0.7269米ドルになった[155]。
  - 豪ドル/米ドルが6年ぶりの豪ドル安、0.7269米ドルになった[155]。
  - 米ドル/カナダ・ドルが10年ぶりの米ドル高、1.3103カナダ・ドルになった[156]。
  - 金先物が5年5ヶ月ぶりの低水準、終値1085.50ドルになった[157]。
- 21日 -  ハンガリーの中央銀行は政策金利を0.15%引き上げ過去最低の1.35%とした[158]。
- 29日 -  ブラジルの中央銀行は政策金利を0.5%引き上げ14.25%とした[159]。
- 30日 - 豪ドル/米ドルが6年ぶりの豪ドル安、0.7255米ドルになった[160]。
- 31日
  -  ロシアの中央銀行は政策金利を0.5%引き下げ11%とした[161]。
  -  プエルトリコは5800万ドルの負債を返済できないと宣言した[162]。
  -  日本の総務省は6月の消費支出が前年比実質2.0%減と発表した[163]。
  - 上海総合指数が月間で15%近く下落し6年ぶり下落幅となった[164]。
- 東芝不正会計事件[165]。

### 8月
- 3日
  - アテネ証券取引所が取引を再開。[要出典]
  -  プエルトリコは1日に債務不履行となったことを発表した。負債総額720億ドル[166]。
  -  日本の厚生労働省は6月の実質賃金(速報)が前年2.9%マイナスと発表した[167]。
- 6日 - ブラジルレアル/ドルが2003年3月以来のレアル安、終値3.53ドルになった[168]。
- 12日
  - 豪ドル/米ドルが6年ぶりの豪ドル安、0.7217米ドルになった[169]。
  - NZドル/米ドルが6年ぶりのNZドル安、0.6468米ドルになった[169]。
- 14日 -  中国の中央銀行が11日に通貨政策の変更を発表し、10日〜14日の週に人民元が2.9%下落した[170]。
- 17日
  -  日本の内閣府は4-6月期の実質国内総生産が年率1.6%減と発表した[171]。
- 19日
  - ドル/トルコリラが過去最高のドル高、2.9370トルコリラになった[172]。
- 20日
  - ドル/南アフリカランドが14年ぶりのドル高、13.0030ランドになった[173]。
- 21日
  -  日本の厚生労働省は6月の実質賃金(確報)が前年3.0%マイナスと発表した[174]。
  -  アメリカ合衆国原油(WTI)先物が6年半ぶりの安値、39.86ドルになった[175]。
- 24日
  - ブレント原油先物が2009年3月以来の安値、43.28ドルになった[176]。
  - 豪ドル/米ドルが6年半ぶりの豪ドル安、0.7044米ドルになった[177]。
  - NZドル/米ドルが6年ぶりのNZドル安、0.6200米ドルになった[177]。
- 25日 - 米ドル/加ドルが11年ぶりの米ドル高、1.3288加ドルになった[178]。
- 28日 -  日本の総務省は7月の実質消費支出が前年比0.2%減と発表した[179]。
- 31日
  -  日本の内閣府は4-6月期の需給ギャップがマイナス1.7%に拡大したと発表した[180]。
  - 8月のダウ工業株30種平均が6年10ヶ月ぶりに1162ドル下げた[181]。
  -  中国の中央銀行は8月末の外貨準備高が前月末比で939億ドル減少と発表した。過去最大の減少となった[182]。

### 9月
- 2日 - 日銀は8月末の資金供給量がの327.4兆円となったと発表した。13ヶ月連続の過去最高[183]。
- 4日
  -  日本の厚生労働省は7月の実質賃金(速報)が前年比プラス0.3%と発表した。プラスとなるのは2年3ヶ月ぶり[184]。
  - 豪ドル/米ドルが2009年4月以来の豪ドル安、0.6959米ドルになった[185]。
- 7日 - 豪ドル/米ドルが6年半ぶりの豪ドル安、0.6892米ドルになった[186]。
- 8日 -  日本の内閣府は4-6月期実質国内総生産2次速報値を年率マイナス1.2%と発表した[187]。
- 9日 - 日経平均株価が前日比1343円43銭高となった。21年ぶりの上昇幅[188]。
- 10日 -  ニュージーランドの中央銀行が政策金利を0.25%引き上げ2.75%とした[189]。
- 11日 -  中国と タジキスタンの中央銀行は30億人民元/30億ソモニ規模の通貨スワップ協定締結を発表した[190]。
- 17日 -  日本の内閣府は4-6月期の需給ギャップがマイナス1.6%と発表した[191]。
- 24日
  -  ノルウェーの中央銀行が政策金利を0.25%引き上げ0.75%とした[192]。
  - ドル/ノルウェー・クローネが13年ぶりのドル高、8.4861クローネになった[192]。
  -  ウクライナの中央銀行が政策金利を5%引き上げ22%とした[193]。
- 29日 -  インドネシアの中央銀行が政策金利を0.5%引き下げ6.75%とした[194]。
- 27日 -  中国の中央銀行と ジョージアの中央銀行は二国間通貨スワップ枠組み協定を調印したと発表した[195]。

### 10月
- 2日
  - 日銀は9月末の資金供給量がの338兆円となったと発表した。14ヶ月連続の過去最高[196]。
  -  日本の総務省は8月の実質消費支出が前年比2.9%増と発表した[197]。
  -  ドイツのフォルクスワーゲンは排出ガス規制不正のため アメリカ合衆国の環境保護局から最大180億ドルの制裁金を科される可能性があると報道された[198]。
- 7日 -  中国の中央銀行は9月末の外貨準備高が前月末比で432億ドル減少と発表した。5ヶ月連続の減少となった[182]。
- 8日 - 日銀は4-6月の需給ギャップをマイナス0.73%と発表した。2013年7-9月以来の低水準[199]。
- 16日 -  アメリカ合衆国財務省は外国の政府や中央銀行による中長期の米国債売越額が411億ドルと発表した。過去最高[200]。
- 23日
  -  中国の中央銀行が政策金利を0.25%引き上げ1年物貸出金利を4.35%、1年物預金金利は1.5%とした[201]。
  - 欧州の以下の国で2年債利回りが過去最低となった[202]。
    -  ドイツは-0.348％
    -  フランスは-0.292％
- 28日 - 欧州の以下の国で2年債利回りが過去最低となった[203]。
  -  ドイツは-0.355％
  -  フィンランドは-0.329％
  -  ベルギーは-0.298％
  -  フランスは-0.294％
- 30日 -  日本の総務省は9月の実質消費支出が前年比0.4%減と発表した[204]。

### 11月
- 4日
  - 日銀は10月末の資金供給量がの344兆円となったと発表した。15ヶ月連続の過去最高[205]。
  -  日本の東証1部に日本郵政、ゆうちょ銀行、かんぽ生命保険が新規上場した[206]。
- 9日 -  日本の厚生労働省が9月の実質賃金(速報値)が前年比0.5％増と発表した[207]。
- 11日
  -  日本の資源エネルギー庁はガソリン小売価格が5年ぶりの安値132円20銭と発表した[208]。
  - ニューヨークの金先物が5年9ヶ月ぶりの安値、終値1084.90ドルとなった[209]。
- 16日 -  日本の内閣府は7-9月期の実質国内総生産速報値が年率0.8%減と発表した[210]。
- 19日 -  南アフリカ共和国の中央銀行が政策金利を0.25%引き上げ6.25%とした[211]。
- 20日 - 欧州の以下の国で2年債利回りが過去最低となった[212]。
  -  ドイツは-0.389％
  -  オーストリアは-0.32％
- 24日 -  アメリカ合衆国の商務省は7-9月の国内総生産改定値が年率2.1%増と発表した[213]。
- 26日
  -  日本の資源エネルギー庁はガソリン小売価格が5年8か月ぶりの安値130.3円と発表した[214]。
- 27日
  -  日本の総務省は全世帯の消費支出が実質前年比で2.4%減と発表した[215]。
  -  ドイツ国債利回りが5年債で-0.204%、2年債で-0.42%といずれも過去最低となった[216]。
  -  日本の内閣府は7-9月の需給ギャップをマイナス1.6%と発表した[217]。
- 26日 - ユーロ圏短期金利(無担保翌日物平均金利フォワード金利)が過去最低の-0.28%を下回る水準となった[218]。
- 30日 - 国際通貨基金は人民元を特別引出権の構成通貨に加えることを正式決定した。人民元は「自由に使用可能である」という基準を満たしていると判断された[219]。

### 12月
- 4日 -  日本の厚生労働省は10月の実質賃金(速報値)が前年比0.4％増と発表した[220]。
- 8日
  -  日本の内閣府は7-9月期の実質国内総生産改定値が年率1.0%増と発表した[221]。
  -  日本の財務省は10月の経常収支が1兆4584億円の黒字と発表した[222]。
  - ニューヨークの先物市場でWTIが7年ぶりの安値、37.51ドルになった[223]。
  - ドル/ノルウェー・クローネが13年半ぶりのドル高、8.8215クローネになった[224]。
- 9日 -  日本の資源エネルギー庁はガソリン小売価格が6年ぶりの安値127.8円と発表した[225]。
- 10日 -  ニュージーランドの中央銀行が政策金利を0.25%引き下げ、過去最低の2.5%とした[226]。
- 11日
  - 南アフリカランド/円が過去最低のランド安、7.5456円になった[227]。
  - ドル/南アフリカランドが過去最高のドル高、16.0485ランドになった[227]
- 16日
  -  アメリカ合衆国の中央銀行が政策金利(フェデラル・ファンド金利)を0.25%引き上げ、0.25%-0.5%とした[228]。
  -  日本の資源エネルギー庁はガソリン小売価格が5年11か月ぶりの安値126.2円と発表した[229]。
- 17日
  -  香港の中央銀行が政策金利(基準金利)を0.25%引き上げ、0.75%とした[230]。
  -  メキシコの中央銀行が政策金利(翌日物貸出金利)を0.25%引き上げ、3.25%とした[231]。
- 18日
  - 米ドル/カナダドルが11年半ぶりの米ドル高、1.4001カナダドルになった[232]。
  -  日本の内閣府は7-9月の需給ギャップ(改定値)をマイナス1.3%と発表した[233]。
- 21日
  -  中国は景気支援のため財政出動を拡大すると発表した[234]。
  - 日銀は7-9月の需給ギャップをマイナス0.44%と発表した[235]。
  -  アメリカ合衆国原油(WTI)先物が7年ぶりの安値、33.98ドルになった[236]。
- 22日 - ブレント原油先物が11年ぶりの安値、35.98ドルになった[237]。
- 25日 -  日本の総務省は11月の実質消費支出が前年比2.9%減と発表した[238]。
- 30日 - 日銀は年内最終営業日(30日)の資金供給量が過去最高の356兆円となったと発表した。年間80兆円増加させる目標を達成した[239]。